# Паричский сельсовет
Паричский сельсовет (бел. Па́рыцкі сельсавет) — административная единица на территории Светлогорского района Гомельской области Республики Беларусь. Административный центр — городской посёлок Паричи.

## История
16 декабря 2009 года в состав Паричского поселкового Совета депутатов включены населённые пункты упразднённого Козловского сельсовета: деревни Верхлесье, Высокий Полк, Ельнички, Кастрычник, Кнышевичи, Козловка, Липники, Моисеевка, Песчаная Рудня, Погонцы, Прудок, Селищи, Скалка, Судовица.
12 декабря 2013 года в границах территорий, относящихся к паричским поселковому Совету депутатов и поселковому исполнительному комитету Светлогорского района Гомельской области, образован Паричский сельсовет. В его состав включены территории населённых пунктов: городской посёлок Паричи, агрогородок Козловка, деревни Верхлесье, Высокий Полк, Ельнички, Кастрычник, Кнышевичи, Липники, Моисеевка, Песчаная Рудня, Погонцы, Прудок, Селищи, Скалка, Судовица.

## Состав
Паричский сельсовет включает 15 населённых пунктов:
- Верхлесье — деревня
- Высокий Полк — деревня
- Ельнички — деревня
- Кастрычник — деревня
- Кнышевичи — деревня
- Козловка — агрогородок
- Липники — деревня
- Моисеевка — деревня
- Песчаная Рудня — деревня
- Паричи — городской посёлок
- Погонцы — деревня
- Прудок — деревня
- Селищи — деревня
- Скалка — деревня
- Судовица — деревня

## Достопримечательности
- Здудичский каменный крест (расположен в г. п. Паричи)